# جيسيكا كايفايل
جيسيكا كايفايل (بالإنجليزية: Jessica Cauffiel)‏ هي مغنية وممثلة أمريكية، ولدت في 30 مارس 1976 بديترويت في الولايات المتحدة.

## أعمال

### أفلام
- (2000)  فاينال كت[3]
- (2000) رحلة الطريق[4]
- (2001) شقراء قانونيا[5]
- (2001) فالنتاين
- (2005) خمن من[6]

### مسلسلات
- اسمي إيرل

## وصلات خارجية
- جيسيكا كايفايل على موقع IMDb (الإنجليزية)
- جيسيكا كايفايل على موقع ألو سيني (الفرنسية)
- جيسيكا كايفايل على موقع أول موفي (الإنجليزية)
- جيسيكا كايفايل على موقع قاعدة بيانات الأفلام السويدية (السويدية)
- جيسيكا كايفايل على موقع قاعدة بيانات الفيلم (الإنجليزية)
- جيسيكا كايفايل على موقع كينوبويسك (الروسية)